# Trichiurus russelli
Trichiurus russelli is een straalvinnige vissensoort uit de familie van haarstaarten (Trichiuridae). De wetenschappelijke naam van de soort is voor het eerst geldig gepubliceerd in 1967 door Dutt & Thankam.